# 다바산맥

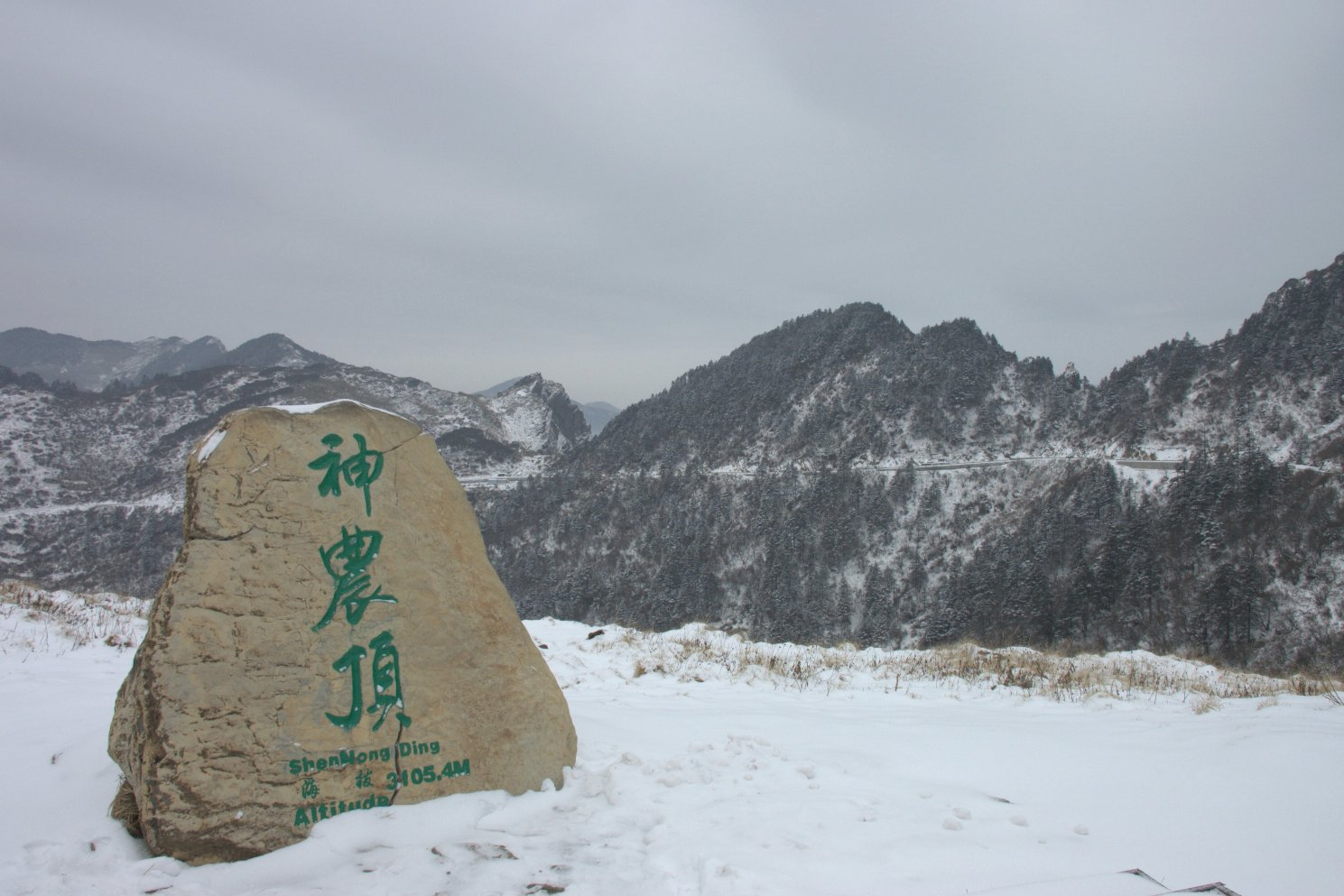
선눙정

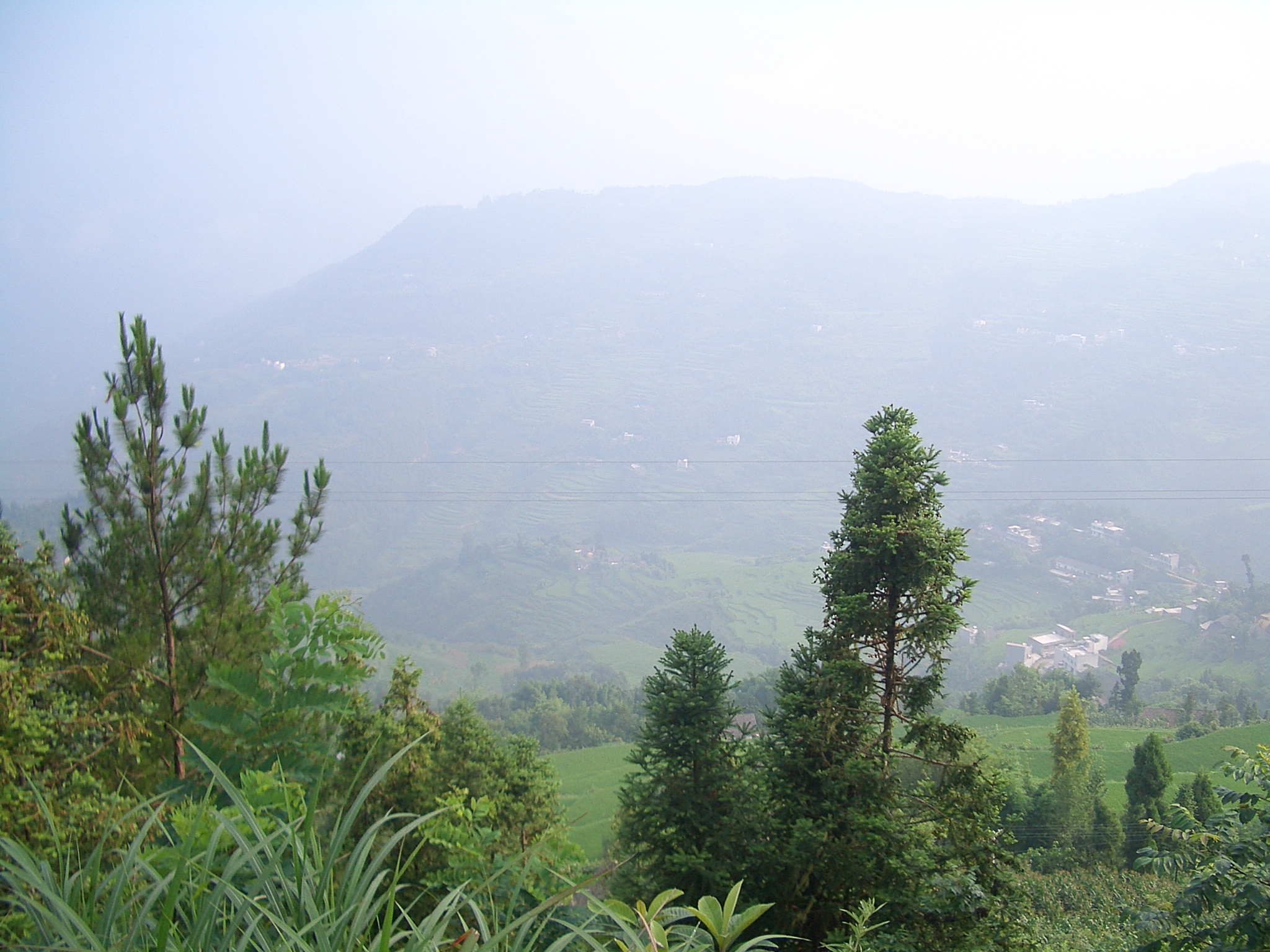
바둥현 시추완향의 아침

다바산맥(大巴山脈, Dàbā shān)은 중국 서남부의 큰 산맥이다.
협의의 다바산맥은 쓰촨성 및 충칭시의 북쪽, 산시성의 남쪽·후베이성의 서쪽 경계에 위치하고 산시성 남부로부터 후베이성까지 펼쳐진 한수이 수계와 쓰촨성 동부의 자링강 수계의 분수계를 이룬다. 높이는 대략 1,300m에서 2,000m이다. 다바산맥 동단에 있는 주봉 선눙자(神農架)는 후베이성의 선눙자 임구에 위치하고 그 최고봉의 높이는 3,105.4m이다.
광의의 다바산맥은 후베이성으로부터 쓰촨성, 산시성, 서쪽은 간쑤성까지 미치는 각 성의 경계에 늘어선 산맥을 가리키고 다바산맥 북서쪽의 미창산맥(米倉山脈) 등도 포함한다. 광의의 다바산맥은 쓰촨 분지와 한중 분지의 사이에 있고 동쪽은 선눙자산맥·우산산맥에까지 퍼져있으며 서쪽은 모톈링(摩天嶺)과 접고 북쪽은 한수이에 접한다. 파촉(쓰촨 분지)과 다른 지방의 사이에 있는 산맥으로서 예부터 군사적으로 중요했다.